# トゥーネ船

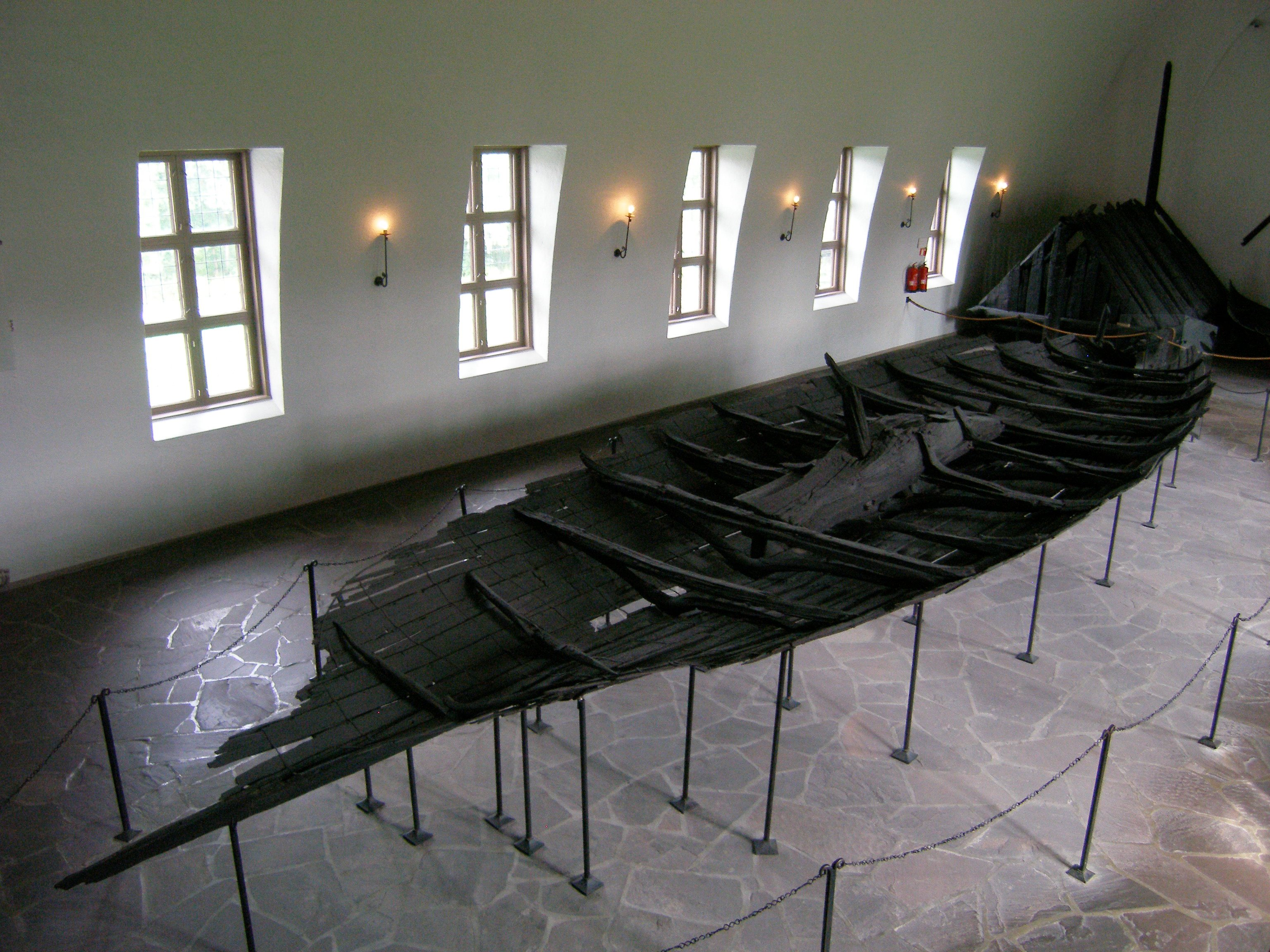
トゥーネ船の船体部
ヴァイキング船博物館、オスロ

トゥーネ船 (ノルウェー語: Tuneskipet) は、ノルウェーのオスロ市ビグドイ地区にあるヴァイキング船博物館に展示されている三隻のヴァイキング船の一つである。
なお、日本語のカタカナ表記としては、「テューネ号」、「テューネ船」というのもある。

## 概要
トゥーネ船はヴァイキング船として一般に知られるロングシップよりも小型のカーヴに相当する船で、1867年にノルウェーのエストフォル県トゥーネ教区に位置していたRolvsøy島のハウゲン農場内の船葬墓から発掘された。船の名は発見されたトゥーネ教区にちなんで付けられた。
トゥーネ船はかなり断片的な不完全な状態で発見され、現在も復元されていないが、全長は22メートル程度あったと考えられている。幅は約4.35メートルで、11あるいは12組のオールで漕いでいたと考えられる。西暦900年前後に建造されたと考えられ、船体はオーク材の鎧張り構造で頑丈に造られている。